# یک شب بهاری
یک شب بهاری (کره‌ای: 봄밤) یک مجموعه تلویزیونی کره جنوبی سال ۲۰۱۹ با بازی جونگ هه این، هان جی مین و کیم جون هان است. این مجموعه از ۲۲ مه تا ۱۱ ژوئیه ۲۰۱۹، روزهای چهارشنبه و پنجشنبه ساعت ۲۰:۵۵ (کی‌اس‌تی) از ام‌بی‌سی پخش شد.

## بازیگران

### اصلی
- هان جی مین در نقش لی جونگ این، یک کتابدار.[۴][۵]
- جونگ هه این در نقش یو جی هو، یک داروساز.[۴][۵]
- کیم جون هان در نقش کوان گی سوک، یک بانکدار.[۶]